# Pedagógusigazolvány
A pedagógusigazolváy egy jogszabály alapján a pedagógusok, oktatók és a nevelő-oktató munkát közvetlenül segítő munkakörben foglalkoztatottak részére kiállított, kedvezmények igénybevételére jogosító nem-arcképes, standard méretű plasztikkártya-formátumú igazolvány.

## Története
A pedagógusok bizonyos kedvezményeire jogosító igazolványt először az 1993. évi LXXIX. törvény határozta meg.
A XXI. században különféle kormányok alatt különféle módosításokra került sor többek között 2023-ban.

## Igénylés és kedvezmények
A pedagógusigazolványhoz a jogosult igénylés alapján juthat. A jogosultak körét az Oktatási Hivatal (OH) határozza meg.
Az igazolvány állami utazási és kulturális kedvezményeket biztosít, de elfogadóhelyként kereskedelmi szolgáltatók is regisztrálhatnak a rendszerbe.

## A kártya előlapja
A kártya előlapja tartalmazza többek között a jogosult nevét, oktatási azonosítóját, és a kártya sorszámát, valamint egy a kártya érvényességének ellenőrzését lehetővé tévő QR-kódot, nem tartalmaz adatot a jogosult intézményéről.

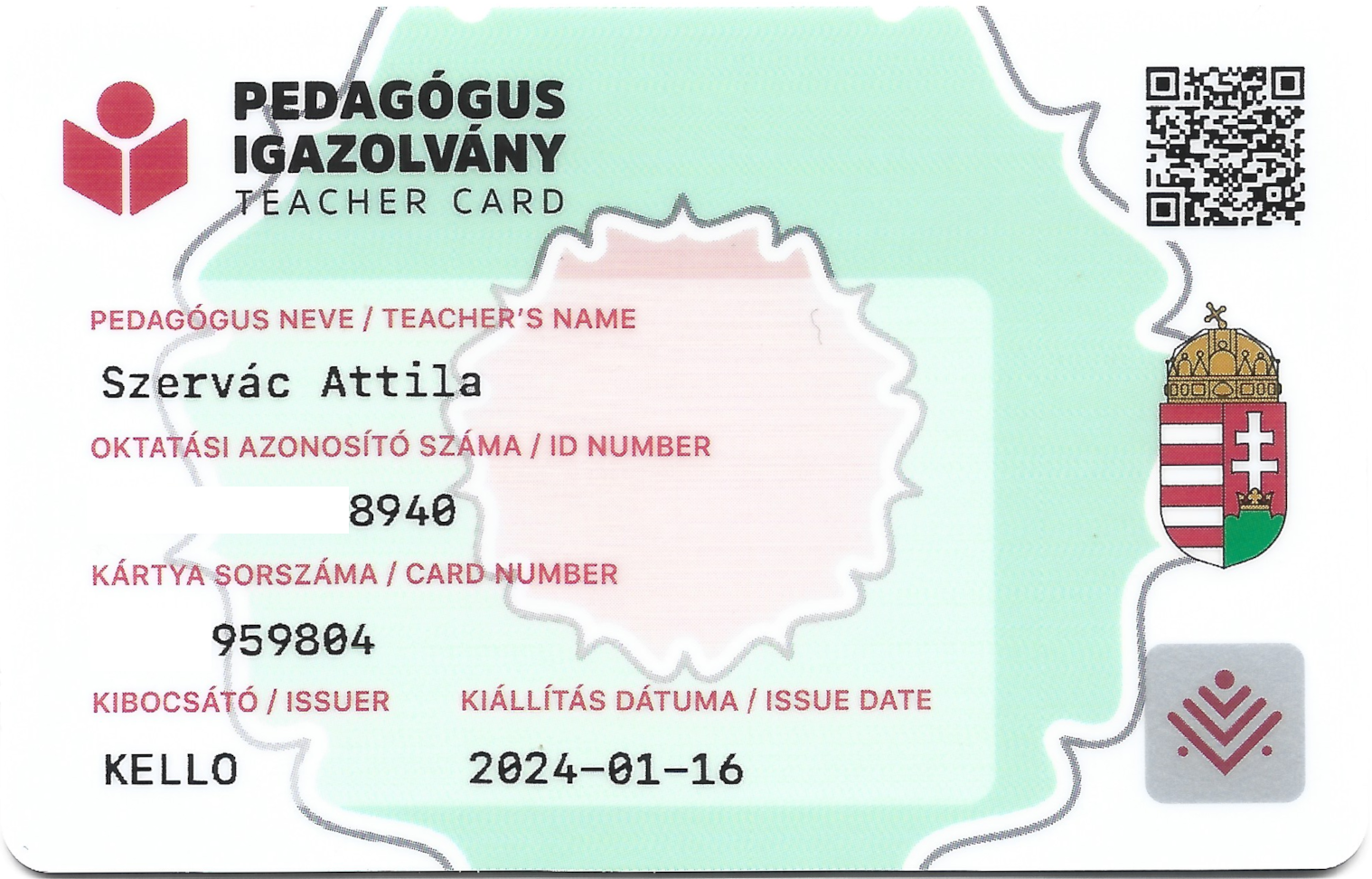
egy pedagóguskártya előlapja